# Historique du FC Nantes en Coupe de la Ligue
Cette page présente le bilan saison par saison du FC Nantes en Coupe de la Ligue. Le FCN a aussi disputés d'autres compétitions aujourd'hui disparues et apparentées à la Coupe de la Ligue actuelle: la Coupe Charles Drago (1952-1965), la Coupe de la Ligue ancienne version (1963-1965), la Coupe d'été (1982) et la Coupe de la Ligue ancienne version (1984-1994).

## Coupe de la Ligue

### Historique du FC Nantes en Coupe de la Ligue

#### Des débuts difficiles (1994-2000)
Date : 17 avril 2004.   
Score : FCNA 1 - 1 (4-5 t.a.b.) FC Sochaux-Montbéliard.   
Mi-temps : 1 - 1. 
Fin du temps règlementaire : 1 - 1.  
But : Grégory Pujol   13e pour le FCNA; Sylvain Monsoreau   18e pour le FCSM.   
Schéma tactique : 4-4-2.  
Effectif : Mickaël Landreau - Nicolas Gillet (Loïc Guillon 71e), Mario Yepes, Pascal Delhommeau, Sylvain Armand - Frédéric Da Rocha, Mathieu Berson, Nicolas Savinaud (Olivier Quint 115e), Emerse Faé (Gilles Yapi-Yapo 85e) - Viorel Moldovan, Grégory Pujol.
Entraineur : José Arribas.

### Statistiques et tableau récapitulatif

#### Statistiques
Les tableaux suivants résument le bilan du club dans la compétition, actualisé en fin de saison 2014-2015.
| Résultat                                  | Nombre |
| ----------------------------------------- | ------ |
| Vainqueur                                 | 0      |
| Finaliste                                 | 1      |
| Demi-finaliste                            | 2      |
| Quart de finaliste                        | 1      |
| Huitième de finaliste                     | 7      |
| Seizième de finaliste                     | 7      |
| Élimination avant les seizièmes de finale | 3      |
| Total                                     | 21     |

| Résultat                        | Nombre    |
| ------------------------------- | --------- |
| Qualifications                  | 23        |
| à la fin du temps règlementaire | 11        |
| en prolongations                | 7         |
| aux tirs au but                 | 5         |
| Éliminations                    | 21        |
| à la fin du temps règlementaire | 15        |
| en prolongations                | 3         |
| aux tirs au but                 | 3         |
| Buts marqués                    | 62        |
| Buts encaissés                  | 63        |
| Différence de buts              | -1        |
| Total                           | 44 matchs |

| Chaînes TV    | Nombre de diffusions |
| ------------- | -------------------- |
| TF1           | 1                    |
| France 2      | 8                    |
| France 3      | 9                    |
| France 4      | 6                    |
| Aucune        | 15                   |
| Non renseigné | 5                    |
| Total         | 44 matchs            |

#### Buteurs
En gras, les joueurs encore au club (mis à jour le 25 mai 2015).
1. Viorel Moldovan : 4 buts
2. Grégory Pujol, Nicolas Savinaud : 3 buts
3. Hassan Ahamada, Ismaël Bangoura, Mamadou Diallo, Filip Djordjevic, Serge Gakpé, Nicolas Gillet, Jocelyn Gourvennec, Claudio Keserü, Japhet N'Doram, Itay Schecter, Marama Vahirua, Oswaldo Vizcarrondo, Mario Yepes : 2 buts
4. Pierre-Yves André, Fernando Aristeguieta, Sylvain Armand, Johan Audel, Papa Malick Ba, Alejandro Bedoya, Vincent Bessat, Éric Carrière, Mauro Cetto, David Garcion, Marek Heinz, Claude Makélélé, Georges-Kévin NKoudou, Salomon Olembe, Reynald Pedros, Laurent Peyrelade, Olivier Quint, Florian Raspentino, Olivier Veigneau, Jordan Veretout, Mathéus Vivian, Moncef Zerka, Stéphane Ziani : 1 but
5. Csc:  Jérôme Alonzo (Paris SG), Lionel Potillon (AS Saint-Étienne), Luis Satorra (CS Sedan-Ardennes) : 1 but

#### Tableau récapitulatif
Ce tableau présente le bilan saison par saison du FC Nantes (renommé en FC Nantes Atlantique de 1992 à 2007).

## Coupe Charles Drago
Au début des années 1940, la LNF (désormais LFP) représentant les clubs professionnels avait adressé de nombreuses requêtes auprès de la FFF, qui organisait la Coupe de France, afin que celle-ci modifie en profondeur cette compétition. Si quelques-unes de leurs attentes furent comblées, comme l'entrée en lice en Coupe de France des clubs professionnels retardée, la Ligue ne parvient pas à atteindre son but ultime: réserver la Coupe de France aux seuls clubs professionnels. Elle décida donc de créer sa propre Coupe, en parallèle de la Coupe nationale.
Le Challenge de la Ligue, vite surnommé « Coupe Charles Drago », du nom du trophée remis au vainqueur naît ainsi à l'été 1952. Le principe d'admission au sein de cette compétition (avoir été éliminé de Coupe de France avant les 1/4 de finale) fait rapidement passer la Coupe Charles Drago pour une « Coupe de France bis », une « Petite Coupe de France », ou une « consolante » pour les clubs professionnels éliminés de façon précoce et repêchés de façon anti-sportive pour disputer le Challenge de la Ligue, d'autant plus qu'un club étant éliminé plus tard que les autres en Coupe de France était alors épargné des tours de ce Challenge effectués avant son élimination de la « Grande Coupe ».
Mais ce Challenge de la Ligue a été mise en place dans l'indifférence la plus totale, et ne trouva qu'un public réduit, ce qui ne suscita donc que l'indifférence des médias et par ricochet le dédain des sponsors et des professionnels du football. De nombreux entraîneurs font le choix de n'aligner que leurs remplaçants afin de reposer les titulaires pour les objectifs plus importants. Cette coupe échoue donc à supplanter sa grande sœur et, confrontée à l'émergence des Coupes d'Europe et à la complexification des calendriers sportifs, elle disparaît à la suite de la 13e édition, en 1964-1965.

### Statistiques et tableau récapitulatif

#### Statistiques
Les tableaux suivants résument le bilan du club dans la compétition.
| Résultat                               | Nombre |
| -------------------------------------- | ------ |
| Vainqueur                              | 0      |
| Finaliste                              | 0      |
| Demi-finaliste                         | 0      |
| Quart de finaliste                     | 2      |
| Élimination avant les quarts de finale | 10     |
| Total                                  | 12     |

| Résultat                        | Nombre    |
| ------------------------------- | --------- |
| Victoires                       | 7         |
| à la fin du temps règlementaire | 6         |
| en prolongations                | 1         |
| Défaites                        | 9         |
| à la fin du temps règlementaire | 7         |
| en prolongations                | 2         |
| Buts marqués                    | 38        |
| Buts encaissés                  | 49        |
| Différence de buts              | -11       |
| Total                           | 16 matchs |

#### Tableau récapitulatif
Ce tableau présente le bilan saison par saison du FC Nantes.

## Coupe de la Ligue ancienne version
Cette compétition fut créée 1er juin 1963, à l'initiative de Roger Pouchès, président du Stade français FC à l'époque, pour plusieurs motifs. À l'issue de la saison 1962-1963 de Division 2, trois clubs venaient d’abandonner le professionnalisme et quittaient donc la D2 pour laquelle ce statut était obligatoire (CO Roubaix-Tourcoing, CA Paris et AS Troyes-Savinienne). Ces derniers n'étant pas remplacés, la Division 1 passait donc de 20 à 18 clubs et la Division 2 de 19 à 18. Le calendrier s'en voyait alors allégé, ce qui risquait de créer des coupures dans le rythme des équipes les semaines où il n'y aurait pas de rencontres. En outre, les clubs de l'époques se distinguaient pas leur instabilité financière chronique et l'éventualité de nouvelles recettes de billetterie et de sponsoring leur promettait une bouffée d'oxygène. Ainsi, le règlement de la compétition prévoyait que 30 % des recettes seraient versées dans une caisse de péréquation destinée à aider la Division 2. Enfin, Les dirigeants espéraient pimenter l’avant-saison, dont les matches de préparation n’attiraient plus de public. D'où l'idée de programmer les matchs de poule auxquels participaient tous les clubs engagés en été, tandis que les matchs de phase finale se jouaient ultérieurement, d'autant plus que les groupes étaient constitués de façon géographique, ce qui accroissait les chances d'assister à des derbys.
Une phase préliminaire où les 36 clubs étaient répartis en 8 ou 9 poules de 4 (généralement 2 clubs de D1 et 2 clubs de D2), les matches se disputant par aller-retour et seul le 1er de chaque poule est qualifié pour la suite de la compétition. Cette première partie se déroulait au mois d’août. La phase finale se déroulait par élimination directe en match aller-retour à partir des quarts de finale, pendant l’automne et encas de match nul sur l'ensemble des deux rencontres, on recourrait aux tirs au but (avec prolongation préalable). Enfin, la finale s'est déroulé en janvier lors de la première édition et en mai lors de la seconde.

### Historique du FC Nantes en Coupe de la Ligue ancienne version

#### Édition 1963-1964
La première édition de cette Coupe de la Ligue coïncida avec la première saison que le FC Nantes allait passer en Division 1. Lors de ces matchs de préparation le FCN prends place dans le groupe 6 composé du Angers SCO et du Stade rennais UC, pensionnaire de D1, ainsi que de l'AS Cherbourg (D2). Les nantais parvinrent à obtenir une victoire et un match nul contre chacune de ces trois équipes, ce qui leur permis de finir 1er de la poule avec 9 points (3V, 3N, OD), à l'unique place qualificative. Les Canaris s'offrirent au passage le luxe d'humilier leur grands rivaux angevins au stade Jean-Bouin devant 3.500 spectateurs sur le score de 3-1.
La première édition de cette Coupe de la Ligue coïncida avec la première saison que le FC Nantes allait passer en Division 1. Lors de ces matchs de préparation le FCN prends place dans le groupe 6 composé du Angers SCO et du Stade rennais UC, pensionnaire de D1, ainsi que de l'AS Cherbourg (D2). Les nantais parvinrent à obtenir une victoire et un match nul contre chacune de ces trois équipes, ce qui leur permis de finir 1er de la poule avec 9 points (3 victoires, 3 nuls, 0 défaites), à l'unique place qualificative. Les Canaris s'offrirent au passage le luxe d'humilier leur grands rivaux angevins au stade Jean-Bouin devant 3.500 spectateurs sur le score de 3-1.
Les Jaunes et Verts gagnent donc le droit de rencontrer le FC Rouen (D1) au stade Robert-Diochon le mercredi 18 septembre 1963. La rencontre se révèle être un fiasco défensif puisque le FC Nantes encaisse 5 buts au cours du match. Les Nantais gardent cependant une lueur d'espoir grâce aux 2 buts inscrits. Il leur faut donc gagner par 3 buts d'écart pour envisager une qualification en demi-finale. Les Canaris abordent donc le match retour, à domicile, avec la rage au ventre. Ils inscrivent un premier but, puis un second, mais la défense normande n'en concèdera pas d'autres, le FC Nantes, pourtant vainqueur 2-0, doit tirer sa révérence. Mais ce parcours honorable lance la saison des Jaunes et Verts qui achèveront leur championnat sur une excellent 8e place à l'issue de leur 1re année passée en D1. Les Diables Rouges s'inclineront 2-0 en finale contre le RC Strasbourg.

#### Édition 1964-1965
Date : 2 mai 1965.   
Score : FCN 4 - 1 SC Toulon.   
Mi-temps : 1 - 0.  
But : Jacky Simon   9e, Philippe Gondet   50e  55e et Ramon Muller   86e pour le FCN; Daniel Meggiolaro   59e pour le SCT.   
Schéma tactique : 4-3-3.  
Effectif : Daniel Eon (André Castel) - Georges Bout, Robert Budzynski, Yves Jort, Gilbert Le Chenadec - Jean-Claude Suaudeau, Philippe Gondet, Jean Guillot - Ramon Muller, Jacky Simon, Sadek Boukhalfa.
Entraineur : José Arribas.
Lors de la seconde édition, les Nantais comptent bien mettre les bouchées double pour démontrer que leur maintien en Division 1 la saison précédente n'étaient pas dû au hasard. La composition de leur poule les oblige à finir devant deux grands habitué de la Division 1: le FC Girondins de Bordeaux, le Stade rennais UC. La 3e équipe composant cette poule 6 est Limoges FC qui a fini ses trois exercices précédents dans le ventre mou de Division 2. Les Canaris terminent de nouveau cette phase de poule en tête, avec 8 points (3 victoires, 2 nuls, 1 défaite) et se qualifient donc pour l'étape suivante. Pour ce faire, ils ont su se défaire des bordelais (4-0) et de leurs étonnants dauphins limougeauds emmenés par leur entraîneur, Maurice Blondel (qui manqueront de peu l'ascension en D1 cette année-là). À noter que les Girondins termineront leur saison à la 2e place du podium de D1 derrière... Nantes !
En 1/4 de finale, c'est le Nîmes Olympique qui se dresse face à la muraille jaune. Le Sudistes sont alors réputés pour leur défense particulièrement friable en championnat en ce début de saison. En effets, les Crocos subissent deux revers conséquents (2-4 à Sedan et 2-3 contre Rennes) lors des deux premiers matchs de championnat qui précèdent le match aller contre le Canaris. Si les Méditerranéens résistent au match aller (1-1), c'est en toute logique qu'ils succombent au festival offensif nantais au retour 3-4, non sans démériter. Les Nîmois finiront 17e/18 de D1 à l'issue du championnat et devront leur salut à leur succès lors des barrages de fin de saison au cours duquel ils remportent le droit de disputer la D1 1965-1966.
Les Jaune et Verts devront alors affronter l'US Valenciennes-Anzin en 1/2 finale. Les Nordiste se sont facilement et logiquement extirpé d'une poule contenant Lille OSC (D1), le Red Star (D2) et de l'US Boulogne-sur-Mer (D2) en remportant quatre de leurs six matchs (pour deux nuls). Le match aller, qui se déroule le mercredi 4 novembre 1964, accouche d'un faible avantage en faveur du FCN (2-1). Mais au match retour, les Valenciennois sont impuissant face à des Canaris ambitieux qui rêvent de disputer la première finale d'une coupe nationale de leur histoire. Le FC Nantes s'impose 3-0.
Les Jaune et Verts devront alors affronter l'US Valenciennes-Anzin en 1/2 finale. Les Nordiste se sont facilement et logiquement extirpé d'une poule contenant Lille OSC (D1), le Red Star (D2) et de l'US Boulogne-sur-Mer (D2) en remportant 4 de leur 6 matchs (pour 2 nuls). Le match aller, qui se déroule le mercredi 4 novembre 1964, accouche d'un faible avantage en faveur du FCN (2-1). Mais au match retour, les Valenciennois sont impuissant face à des Canaris ambitieux qui rêvent de disputer la première finale d'une coupe nationale de leur histoire. Le FC Nantes s'impose 3-0. L'USVA connaîtra néanmoins une des plus belles pages de son histoire par la suite en finissant à la dernière marche du podium en D1 et en ne perdant que sur une faible marge (2-3) en Coupe de France, face à Saint-Étienne, cador de la Division.
La finale se disputera le 2 mai 1965 contre le SC TOULON, Les Azur et Or, comme on les surnomme, ont eu du mal à terminer à la 1re place de leur poule, ne devant leur qualification qu'à la différence de but particulière dans ses confrontations avec Nice, qui finit donc 2e. Puis ils avaient de nouveau bénéficier d'une différence de but favorable lors du derby contre l'Olympique de Marseille pour franchir les 1/4 de finale avant de disposer du Stade français FC par deux fois (3-2 et 3-1). Les Nantais, en championnat, avaient infligé une correction aux Toulonnais au Stade Malakoff (qui sera renommé stade Marcel Saupin en mai de la même année). En effet, le portier azuréen, Yvan Garofalo avait été contraint par Jacky Simon, Rafael Santos et Sadek Boukhalfa (X2) d'aller chercher le ballon par cinq fois au fond de ses propres filets (17e journée, 20/12/1964). C'est donc dans de bonnes dispositions que le FCN, leader de D1, aborde la rencontre. Les éléments lui donnent raison puisque Simon ouvre le score dès la 9e minute. Il est suivi par Gondet qui inscrit deux buts en 5 minutes peu après le début de la seconde mi-temps. Meggiolaro réduit vainement l'écart à 3-1 vers l'heure de jeu car le Nantais Muller marque le but qui scelle la victoire de son équipe à quelque minute de la fin de la partie. Les Canaris remportent le 1er titre de leur histoire.

### Statistiques et tableau récapitulatif

#### Statistiques
Les tableaux suivants résument le bilan du club dans la compétition.
| Résultat                                  | Nombre |
| ----------------------------------------- | ------ |
| Vainqueur                                 | 1      |
| Finaliste                                 | 0      |
| Demi-finaliste                            | 0      |
| Quart de finaliste                        | 1      |
| Huitième de finaliste                     | 0      |
| Seizième de finaliste                     | 0      |
| Élimination avant les seizièmes de finale | 0      |
| Total                                     | 2      |

| Résultat           | Nombre    |
| ------------------ | --------- |
| Victoires          | 11        |
| Nuls               | 6         |
| Défaites           | 2         |
| Buts marqués       | 46        |
| Buts encaissés     | 28        |
| Différence de buts | +18       |
| Total              | 19 matchs |

#### Récapitulatif
Ce tableau présente le bilan saison par saison du FC Nantes.

## Coupe de la Ligue
Jusqu'en 1994 la Coupe de la Ligue, appelée Coupe d'Été en 1982, était une compétition estivale permettant aux clubs de procéder à des essais de joueurs. Cette ancienne compétition avait pour but de combler les longues trêves occasionnées par les compétitions internationales. De nombreux clubs de l'élite ne participaient pas à cette épreuve ou y envoyaient leur équipe réserve. L'arrêt de la Coupe de la Ligue estivale en 1994 correspond à des réformes dans le football français, notamment celle de la Division 3 impliquant les réserves professionnelles.
Dans sa première version, comme le laisse supposer son nom, la compétition se joue l'été. En 1982, elle se compose dans sa première phase de 4 groupes de 5 équipes et 4 groupes de 6 équipes au sein desquels les équipes se rencontre une fois. Le 1er de chaque groupe est qualifié pour les quarts de finale à confrontations uniques. La seconde édition en été 1984 est quelque peu modifiée: 8 groupes de 5 équipes (aller-retour), les 2 premiers de chaque groupe sont qualifiés pour les 1/8e de finale à confrontation unique.La troisième et dernière édition de ce genre, en 1986, l'épreuve se déroule ainsi: 8 groupes de 4 équipes, puis le 1er de chaque groupe est qualifié pour les 1/4 de finale à confrontation unique.
La Coupe de la Ligue revient sous une nouvelle forme en 1991. Cette fois encore, une fois une nouvelle formule est adoptée: des matches à confrontation unique dès le 1er tour. L'édition suivante se jouera dès la saison suivante (1992) avec le même système d'organisation. La dernière édition avant une version stable de la coupe de la Ligue se jouera lors de l'été 1994 avec quelques évolutions: La France est divisé en 6 zones géographiques (Midi-Sud-Loire, Ouest, Nord, Est, Centre, Sud-Est-Méditerranée) de 8 équipes. Aux 6 vainqueurs de cette phase de poule se joignent l'AJ Auxerre (repêché après sa défaite contre Lyon en finale de son groupe grâce à son statut de vainqueur de la Coupe de France 1994) et une sélection UNFP (joueurs professionnels sans contrats) pour disputer les 1/4 de finale, en confrontation unique jusqu'à la finale.

### Historique du FC Nantes en Coupe de la Ligue
Participations: 1984, 1986, 1992, 1994.
Non-participation: 1982, 1991.

### Statistiques et tableau récapitulatif

#### Statistiques
Les tableaux suivants résument le bilan du club dans la compétition.
| Résultat                               | Nombre |
| -------------------------------------- | ------ |
| Vainqueur                              | 0      |
| Finaliste                              | 0      |
| Demi-finaliste                         | 0      |
| Quart de finaliste                     | 1      |
| Élimination avant les quarts de finale | 3      |
| Total                                  | 4      |

| Résultat                        | Nombre    |
| ------------------------------- | --------- |
| Victoires                       | 8         |
| à la fin du temps règlementaire | 6         |
| aux tirs au but                 | 2         |
| Nuls                            | 4         |
| Défaites                        | 7         |
| à la fin du temps règlementaire | 7         |
| aux tirs au but                 | 0         |
| Buts marqués                    | 22        |
| Buts encaissés                  | 24        |
| Différence de buts              | -2        |
| Total                           | 19 matchs |

#### Tableau récapitulatif
Ce tableau présente le bilan saison par saison du FC Nantes.